# Rhyacophila evoluta
Rhyacophila evoluta là một loài Trichoptera trong họ Rhyacophilidae. Chúng phân bố ở miền Cổ bắc.